# روبرتو تروتا
روبرتو تروتا (بالإسبانية: Roberto Trotta)‏ هو لاعب كرة قدم ومدرب كرة قدم أرجنتيني في مركز الدفاع، ولد في 28 يناير 1969 في Pigüé ‏ في الأرجنتين. شارك مع منتخب الأرجنتين لكرة القدم. أما مع النوادي، فقد لعب مع إستوديانتيس دي لا بلاتا وريال سبورتينغ خيخون وريفر بليت وفيليز سارسفيلد ونادي أتلانتي ونادي برشلونة ونادي بويبلا ونادي راسينغ ونادي روما ويونيون دي سانتا في.

## وصلات خارجية
- روبرتو تروتا على موقع الاتحاد الأوربي (الإنجليزية)
- روبرتو تروتا على موقع قاعدة بيانات كرة القدم.إي يو (الإنجليزية)
- روبرتو تروتا على موقع ناشيونال فوتبول تيمز (الإنجليزية)
- روبرتو تروتا على موقع عالم كرة القدم.نت (الإنجليزية)